# Moschea Maghoki-Attar
La moschea Maghoki-Attar è la più antica moschea dell'Asia centrale e si trova a Bukhara in Uzbekistan.
L'edificio venne eretto nel IX secolo, mentre altre parti sono state aggiunte da Abdul Aziz Khan nel 1546-7. Negli anni 30 del secolo scorso l'archeologo russo V. A. Šiškin trovò i resti di un tempio zoroastriano del V secolo, nonché quelli di un precedente tempio buddista. La moschea sopravvisse alle devastazioni mongole, perché (secondo la leggenda) la gente del posto la seppellì sotto la sabbia occultandola. Ciò l'avrebbe preservata nel tempo.
La moschea ospita attualmente il museo del tappeto.

## Galleria d'immagini

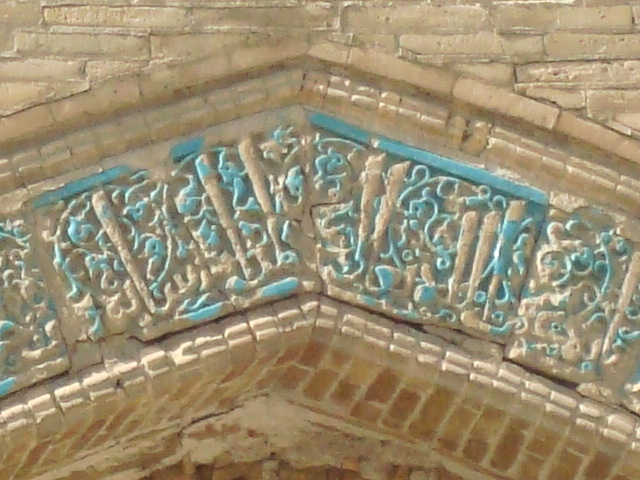
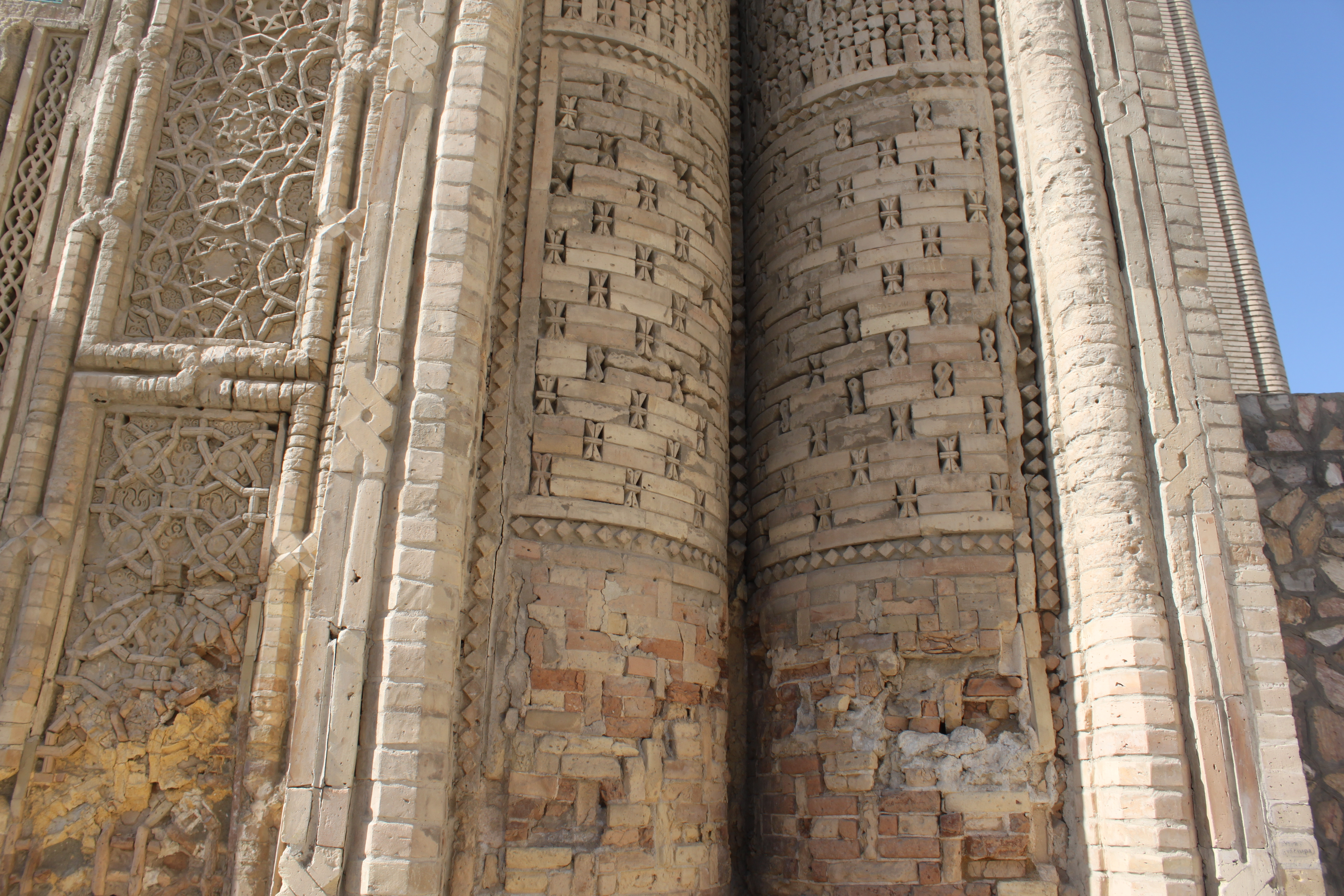
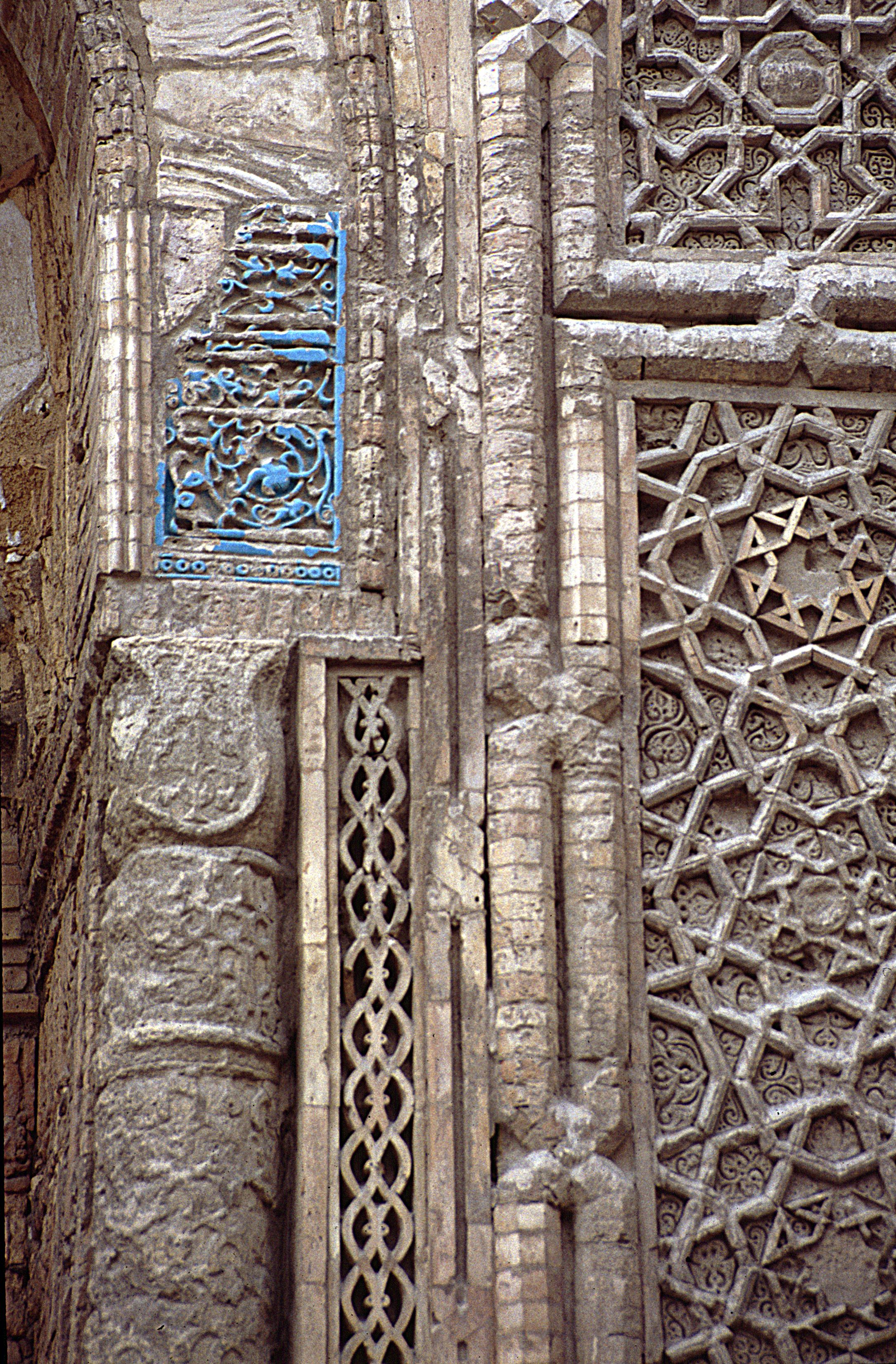
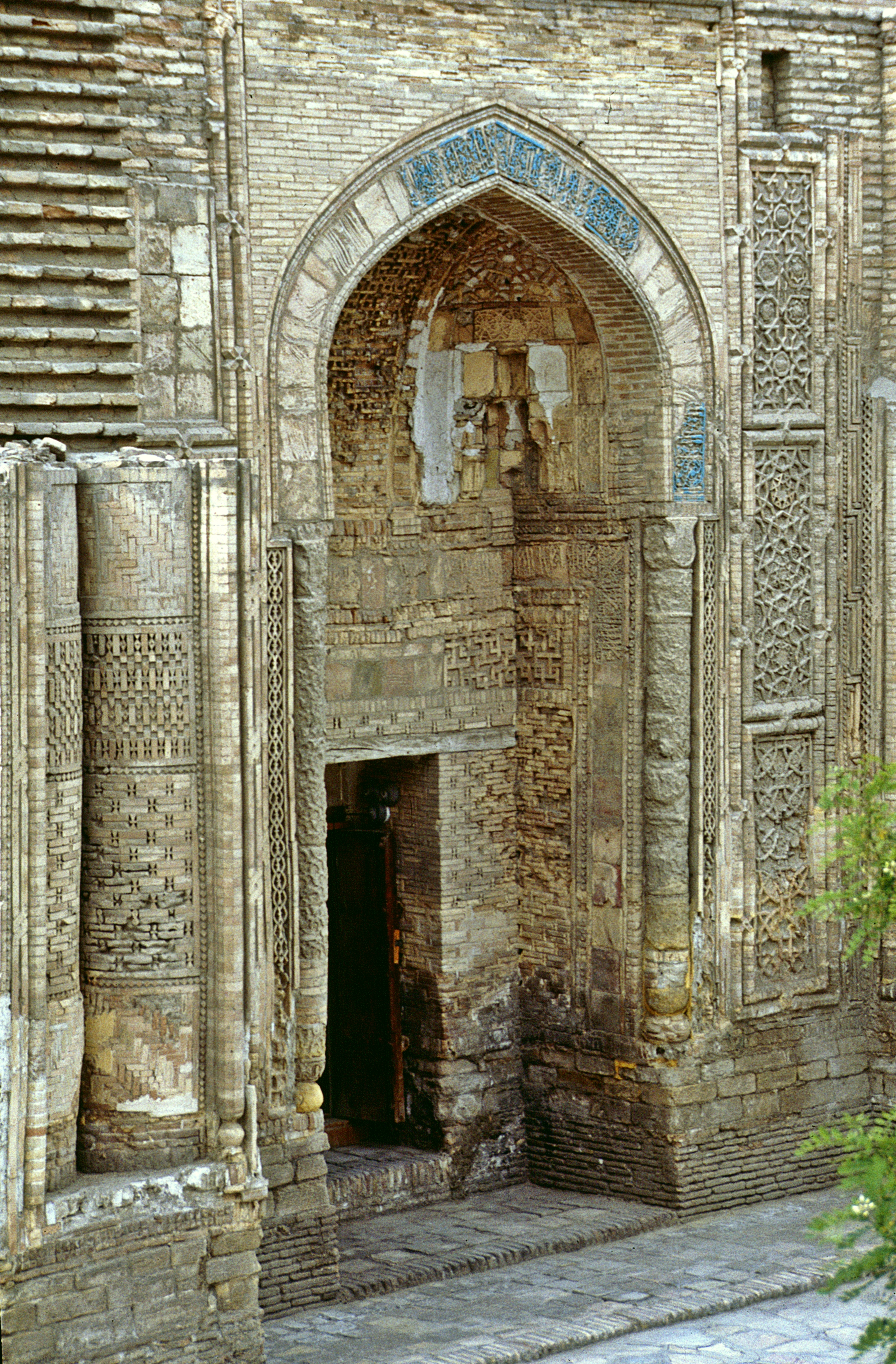